# Problema del divano
In matematica, il problema del divano o, più propriamente, problema di movimentazione del divano, è un problema di geometria discreta inerente alla semplificazione bidimensionale di un reale problema di movimentazione e riguardante quale sia la più ampia superficie rigida che si può spostare attraverso un corridoio ad angolo retto, ossia a forma di L, con entrambe le braccia di larghezza unitaria. L'esatto valore di tale superficie, a cui spesso ci si riferisce con il nome di "costante del divano", con riferimento a un caso reale di movimentazione di un divano o di qualsiasi altro mobile attraverso un corridoio a L, è tuttora sconosciuto. La soluzione attualmente migliore, di Joseph L. Gerver, ha un valore di circa 2.2195. Nel novembre 2024 Jineon Baek ha pubblicato un preprint su arXiv affermando che quello di Gerver è il valore ottimale: se la dimostrazione sarà ritenuta corretta, il problema sarà risolto.

## Storia
Sebbene nel corso del XX secolo il problema sia stato citato diverse volte da diversi famosi matematici, tra cui John Horton Conway, che lo citò nel 1960, la prima pubblicazione ufficiale inerente al problema del divano fu scritta dal matematico austriaco-canadese Leo Moser nel 1966.

## Limiti inferiore e superiore
Poiché il valore preciso della costante del divano non è stato ancora scoperto, sono invece stati individuati valori al di sotto e al di sopra dei quali tale valore non può trovarsi. 

### Limite inferiore

Il divano di Hammersley ha un'area di 2,2074, ma tale area non è il massimo valore possibile.

Il divano di Gerver, avente area pari a 2,2195, è composto da 18 diversi archi.

Un limite inferiore banale è dato da {\displaystyle A\geq \pi /2\approx 1,57} e rappresenta un divano di forma semicircolare e raggio unitario che può ruotare attorno all'angolo.
Nel 1968 John Hammersley, ispirandosi alla forma di una cornetta del telefono, elaborò una superficie di area pari a {\displaystyle A\geq \pi /2+2/\pi \approx 2,2074}, formata da due quarti di cerchio di raggio unitario, posti su due lati opposti di un rettangolo avente i lati lunghi 1 e 4/π e recante un incavo a forma di semicerchio di raggio {\displaystyle 2/\pi }.
Nel 1992, raffinando la soluzione di Hammersley, Joseph Gerver derivò una superficie delimitata da 18 diversi archi, ognuno dei quali è descrivibile da funzioni lisce e analitiche, che ha aumentato ancora il valore del limite inferiore della costante del divano, portandolo a circa 2,2195, senza però riuscire a dimostrare che tale valore sia il massimale della superficie.
Ulteriori calcoli effettuati da Philip Gibbs hanno restituito una forma indistinguibile da quella proposta da Gerver e avente un'area di valore uguale a quella trovata da Gerver fino all'ottava cifra decimale. Ciò potrebbe essere una prova del fatto che la superficie proposta da Gerver sia la più ampia possibile, sebbene ciò rimanga comunque non matematicamente dimostrato.

### Limite superiore
Hammersley ha identificato anche un limite superiore per la costante del divano, dimostrando che il suo valore non può essere più grande di {\displaystyle 2{\sqrt {2}}\approx 2,8284}. Nel giugno 2017, Yoav Kallus e Dan Romik hanno abbassato tale valore, dimostrando che la superficie ricercata non può avere un valore maggiore di 2,37.

## Divano versatile

Il divano versatile proposto da Romik.

Una variante del problema del divano, conosciuto anche come "problema della macchina di Conway", si propone di trovare la più ampia superficie possibile che sia in grado di svoltare sia un angolo retto destrorso, sia un angolo retto sinistrorso, in un corridoio di larghezza unitaria. Anche in questo caso il valore esatto dell'area della superficie non è stato ancora trovato, tuttavia, nel 2017, Dan Romik ha dimostrato che il limite inferiore di tale area è pari a circa 1,64495521 realizzando una superficie costituita anche in questo caso da 18 diversi archi.